# Taraxacum arcticum
Taraxacum arcticum là một loài thực vật có hoa trong họ Cúc. Loài này được (Trautv.) Dahlst. miêu tả khoa học đầu tiên năm 1905.